# Перфильев, Андрей Яковлевич
Андрей Яковлевич Перфильев (1765 или 1766 — 1823) — архангельский гражданский губернатор.

## Биография
Родился в Санкт-Петербурге в 1765 или 1766 году. При рождении был записан сержантом в Морской кадетский корпус; в этом чине в 1779 году на фрегате «Наталия», (а после крушения его на купеческой шхуне) он был отправлен в Англию. Вернувшись в Россию в 1780—1782 годах состоял при Морском корпусе; 19-го января 1782 года получил чин мичмана и был назначен адъютантом к контр-адмиралу Ивану Антоновичу Борисову, а затем — к генерал-цейхмейстеру И. А. Ганнибалу. Был произведён в 1784 году в лейтенанты и до 1785 года состоял при корпусе «в ранге поручика», ежегодно плавал в Балтийском море, а в 1789 году участвовал в Эландском сражении. Затем плавал с гардемаринами Морского корпуса; в 1798 году был произведён в майоры. В 1800 году «за благородное поведение и порядок во время нахождения гардемарин в Стокгольме» получил монаршее благоволение, 14 марта 1801 года произведён в полковники и в 1802 году был назначен «в должность капитана над портом главного гребного флота».
Вышел в отставку 21 сентября 1806 года с чином генерал-майора. Вскоре был призван на гражданскую службу: 19 февраля 1807 года он был назначен Архангельским гражданским губернатором с переименованием в действительные статские советники и в этой должности скончался 29 июня (11 июля) 1823 года. Был похоронен в Михаило-Архангельском монастыре.
За свою службу был награждён многими знаками отличия, «кавалер Св. Анны 1 и 4 класса, Св. Владимира 2-й ст.».